# Le Vivier
Le Vivier en francés y oficialmente, Lo Vivièr endónimo occitano, es una pequeña localidad y comuna francesa, situada en el departamento de Pirineos Orientales en la región de Occitania y comarca histórica de la Fenolleda. 
A sus habitantes se les conoce por el gentilicio de viviérols en francés.

## Demografía
| 130 | 159 | 112 | 112 | 115 | 84 |
| Para los censos de 1962 a 1999 la población legal corresponde a la población sin duplicidades (Fuente: INSEE [Consultar]) |     |     |     |     |    |